# ヴァルキリーアナトミア -ジ・オリジン-
『ヴァルキリーアナトミア -ジ・オリジン』（VALKYRIE ANATOMIA -THE ORIGIN-）は、スクウェア・エニックスより配信されていたスマートフォン用ゲームアプリ。サービス期間は2016年4月28日 - 2021年4月27日。基本プレイ無料（アイテム課金制）。

## 概要
ヴァルキリープロファイルシリーズのひとつで、新規タイトルとしては2008年発売の『ヴァルキリープロファイル 咎を背負う者』以来となる。
過去にトライエース作品を多数手掛けた山岸功典がプロデュースを務め、桜庭統をコンポーザーとして起用しているが、実開発はドキドキグルーヴワークスとセブンスコードが担当しており、トライエースは本作品の制作には関与していない。
シナリオには劇作家の藤沢文翁が参加している。サービス開始当初のキャッチコピーは「戦乙女ヴァルキリー、始まりの物語」で、そのコピーが示すように時系列はシリーズでは最も古い、『VP1』より遥かに時を遡った時代を舞台としている。また、配信後は「読む聞く泣けるRPG」のキャッチコピーも使われている。
2017年3月31日、山岸がスクウェア・エニックスを退社。それに伴いアシスタントプロデューサーの木村和道が後任を務めることになった。
2021年4月27日をもってサービスを終了した。

## 登場人物
下記はメインシナリオに登場するキャラクターのみ記載。
このほか、期間限定イベントやガチャによる新規エインフェリアや既存キャラクターのクラス・衣装違い、NPCのプレイアブル化、過去作『ヴァルキリープロファイルシリーズ』とのコラボとして過去作からのゲスト参戦キャラクターなどを含めると、総勢150以上のキャラクターが実装されていた。
過去作シリーズから参戦したキャラクターは期間限定コラボとしての実装が主となっており、プロフィールには必ず「彼（彼女）がいつ、どこから来たのかは不明である」と記載されている。そのため、過去作から参戦したキャラクターの明確な時系列設定などは不明。

### 神族
メインシナリオに登場する「アナトミアでの独自設定がある神族」のみ記載。神族の扱いではあるがイレギュラーな立ち位置のキャラクターに関しては「その他の人物」として後述。
レナス・ヴァルキュリア
声 - 沢城みゆき
本作主人公のヴァルキリー。「神と人間の中間の精神を持つ戦乙女」などの基本的な設定は過去作と同様であり、『ヴァルキリープロファイル』よりも前の時系列の設定であるが、本作のレナスは「分岐した別世界のレナス」として扱われており、冬馬由美が声を担当しているレナス・ヴァルキュリアを「レナスF（Future）」と表記して分けるなど、ゲーム中では別の存在として区別されている。
ミッドガルドに赴く際は、少年の姿をした双子のカラスのうち、ムニンと共に行動している。
本作ではエインフェリアを選定する際、ヴァルキリーが死期の近いエインフェリアの記憶と共鳴する能力に「魂の律動」という固有名詞が付けられたが、これは過去作における「精神集中」と同様のもの。
オーディン
声 - 山寺宏一
アース神族の最高神。本作のレナスと同様に「分岐した別世界に古くからいるオーディン」であり、池田秀一が声を担当していオーディンを「全能神オーディン」として表記して分けるなど、ゲーム中では別の存在として区別されている。
また、過去作シリーズに登場するオーディンとは性格が大幅に異なり、神界をまとめる真面目な上司として常にレナスや神族を気にかけ、エインフェリア達を支持するなどの器も持ち合わせている。そのため、本作ではレナスと敵対する事はなく、黒幕になる事はない。条件を満たせばプレイアブルキャラとしても使用可能。
執事のゼフィロス、双子のカラスであるフギンとムニンを従えているが、ムニンが常にレナスに付き添っているため、こちらはフギンがお供として付き添う事が多い。
ソー
声 - 津田健次郎
アース神族で、かつては高慢な性格で神界最強と恐れられていた雷神。弓を携え、金の鎧を身に纏っている。ステータス上で表示される年齢は27歳（外見年齢）であるが、他の神族は年齢不詳と表記されている事が殆どであるため、詳細は不明。人間界に転生した事がきっかけで人間らしい心を持ち始め、落ち着いた性格になった。サービス開始当初はNPCであったが、後に条件を満たせばプレイアブルキャラとしても使用可能となった。
ロキ
声 - 小林裕介
アース神族で炎の神。前述のキャラクターと同様に「分岐した別世界に古くからいるロキ」であり、真殿光昭が声を担当していロキは別世界の「破壊神ロキ」として実装され、本編シナリオでも別の存在として扱われている。ステータス上で表示される年齢は20歳（外見年齢）であるが、後述する「マスター・ロキ」は年齢不詳の設定となっている。
本作のロキは過去シリーズとは異なる立ち位置で面倒見の良い性格をしており、他の神族や人間に対しても友好的な性格。レナスと出会う前は人間界で暮らしており、後に神として覚醒。戦艦都市アスクエムブラで「神と人間のハーフ」である「ハーフブリード」と呼ばれる身寄りのない子供達をまとめていた。
メインストーリー第二部ではトラキシア帝国特務師団の団長をしており、新規メインキャラクターとして追加されたハーフブリードのルミルやロイドをはじめとした戦艦都市アスクエムブラにいる子供達を部下に従え暗躍している。サービス開始当初はNPCであったが、後に条件を満たせばプレイアブルキャラとしても使用可能となり、第二部の姿は「マスター・ロキ」として新規実装されている。
ノルン
声 - 加隈亜衣
アース神族で、運命を司る女神。過去と未来を見る能力を持っているが、力はまだ完全に覚醒していない。ステータス上で表示される年齢は13歳（外見年齢）で、見た目も性格も無邪気な子供のようではあるが、力が覚醒すると大人びた口調に変化し、普段は青い瞳が赤く光る。サービス開始当初はNPCであったが、後に条件を満たせばプレイアブルキャラとしても使用可能となった。
外見や配色は過去作シリーズに登場するフレイに近いデザインをしているが、フレイアに対して「もう一人の私」と発言するシーンがあり、他の神族とは違い過去作キャラクターとの明確な関係性や設定は不明。
ゼフィロス
声 - 諏訪部順一
主神オーディンに仕える老人の姿をした神族。オーディンの事を「ぼっちゃん」と呼び、家族にも近い間柄。その正体は「原初の神」であり、これまでに何度も世界を創り変えていた創造神で、本作における黒幕。老人の姿は仮の姿であった。配下であるグルヴェイグやスリュムを裏で従えて暗躍し、オーディンを陥れようとする。NPCであるが、後に「原初の神ゼフィロス」として若い姿のゼフィロスのみ実装されている。
グルヴェイグ
声 - 伊藤静
ヴァン神族の女性で、メインシナリオにのみ登場するNPC。常に元を覆う黒い仮面を被っており、素顔を隠すような格好をしている。少年の姿をしたスリュムと共に行動しており、ヴァルハラにいる神族とは対立している組織にいる。

### エインフェリア
メインストーリーで必ず加入するキャラクターのみ記載。
ジャンヌ
声 - イブ優里安
チュートリアルで加入する18歳の女性弓闘士。狙撃・ゲリラ攻撃を得意とする元ブルネリア軍の弓兵団隊長。無機質な軍人口調で喋るクールな性格だが、「伝説のアーチャー」として尊敬しているヴァルヴァロワを目の前にすると普通の女の子のような砕けた敬語口調ではしゃいでしまう一面がある。
セナ
声 - 佐倉綾音
ヴァイキングに家族を殺され、復讐のために剣を握ったトラキシア出身の16歳の少女。敵討ちの相手を探して訪れた酒場で、かつて「無敵の剣」と呼ばれていた伝説の剣豪カラドックを見つけ、復讐のために剣の腕を磨きたいと弟子入りを志願する。しかし当のカラドックは既に剣士を引退し、酒場の常連客からも「無敵の飲ん兵衛」と揶揄されるほど落ちぶれており、弟子入りも断られてしまう。諦めきれずカラドックの自宅まで押し入りつきまとい、酔った勢いで言われた言葉を弟子にしてくれると勘違いし、その後も何かとカラドックを「先生」と呼び世話を焼いてくる。そのうち心を許すようになったのか、セナの剣の才能を見いだしたカラドックから「貴婦人の構え」を伝授され、実質的に弟子入りする形になるが、直後、酒場で家族の敵であるヴァイキング達がいるのを察し、一人で乗り込んで行く。カラドックの弟子を名乗りながら多数のヴァイキングを相手に復讐を遂行するが、数の多さには勝てず瀕死の状態となってしまう。
死の直前、酒場に駆け付けたカラドックがかつて「無敵の剣」と呼ばれたように仕留め損ねたヴァイキング達を倒す姿を目の当たりにし、カラドックから始めて「弟子」と呼ばれながら息絶える。
ルチア
声 - 本多真梨子
人魚と人間のハーフブリードである14歳の魔術師の少女。実験体の人魚として捕らえられている母を探していたところ、ヴァイキングから「力を貸せば会せてやる」と嘘をつかれ、その言葉を信じて力を貸してしまっていた。魔術師である父から教わった魔法を使う事ができるほか、母から教わった「人魚の歌」と呼ばれる聞いた者を眠らせる特殊な歌声も持っており、ヴァイキングからはそれを利用され、拷問されながらも無理矢理ヴァイキングの殺戮行為に協力せざるを得ない状況に陥ってしまい、「自分が生きていると大勢の人が死んでしまう」と自身の死を願ってしまう。
そんな中、ベルセルクの少女イングリットと知り合い、自分と似た境遇のハーフブリードだという事がきっかけで仲良くなり、お互いに初めての友達となる。イングリットの方が13歳で年下であるが、当初は名前を名乗らなかった事で勝手に「サリー」と名前を付けられ、「人魚のお嬢ちゃん」と呼ばれていた。
クルト
声 - 佐藤拓也
将来自分の船を持って自由に交易する事を夢見る重戦士のヴァイキングの青年。24歳。明るくお調子者で、考える事よりも力押しで解決しようとする大雑把な性格だが、困っている人は見過ごせない正義感も持っている。その事から、ノルンと出会い、縁ができる。
クロエ
声 - 平井祥恵
「竜殺し」の異名を持つドラゴンハンターで、19歳の女性剣士。妹のサーシャと共に竜退治をしていたところ、不運が重なりサーシャを失ってしまう。妹の魂を取り戻すためにエインフェリアとなる事を受け入れる。
ヴァルヴァロワ
声 - 堀内賢雄
トラキシア帝国では「伝説のアーチャー」として知らぬ者はいないとされている50歳の男性弓闘士。その異名の通り弓の能力に長けているが、自身の無茶な行動で命を落としてしまう。また、愛妻家で、妻テレーザを独りにしたまま逝ってしまった事に対し後悔の念を抱き続けている。
アネリアン
声 - 高橋考治
トラキシア帝国前皇帝タトスの長男王子で、25歳の盲目の男性魔術師。父親殺しの冤罪を着せられ弟アルトフェイルと共に投獄させられてしまうが、弟を逃がすための囮になって弓兵に始末される。病弱だが知識豊富で冷静沈着な性格。トラキシア帝国の錬金術師パラケルスから魔法を教わっていた。
イングリット
声 - 小堀幸
ベルセルクと人間のハーフブリードである13歳の少女。小柄だか大剣を振り回せるほどの戦闘能力を持っているが、戦いの事になると我を忘れて狂戦士となってしまう。表面上は一匹狼気質でで捻くれた性格をしており、協調性に欠けた発言も多いが、年が近いルチアとは腐れ縁のような形で一緒にいる事が多く、お互いに初めての友達とも認識しており、子供らしい一面も持っている。
ランヴァルド
声 - 細谷佳正
息子ライルを失った錬金術師パラケルスによって息子を模して量産されていた未完成のホムンクルスで、未完成ゆえに3年で身体が決壊してしまう。どの個体も命令通りに動く心のない人形であったが、エインフェリアに選定されるこのランヴァルドのみ、唯一「心」を持っており、師匠と慕っていたパラケルスから初めて教わった「枯れた花を咲かせる錬金術」を気に入っていた。しかし、犠牲者を必要とするホムンクルスの作り方を教えられて以降、信頼していた師匠パラケルスの錬金術に対し疑問を抱くようになり、量産されていた自分そっくりの大量のホムンクルスがいる研究施設の実態を見てしまう。自分が何故造られたのかを知り、トラキシア帝国から逃げ出した矢先、通りかかった村で行き倒れてしまう。それは偶然ライルの故郷であった。大怪我をしているからと住民に匿われるが、この時すでに肉体の決壊が始まっており、3年の寿命を迎える寸前であった。老婆が手入れしていた枯れた花壇の花を見つけ、ライルの記憶と共鳴すると同時に花を咲かす錬金術を使い、同時に力尽きる。
ホムンクルスとしての寿命は生まれてから3年であるが、ステータス上では22歳の表記となっている。
カラドック
声 - 北田理道
かつては「無敵の剣」と呼ばれていた伝説の剣豪で、45歳の剣士。とあるきっかけで剣を握る事をやめ隠居生活を送っていたが、たまたま訪れていた酒場でヴァイキングに復讐するべく剣の師事を望むセナと出会う。
セナの死後、死に場所を求めて放浪。出身国はキプリスだが、トラキシアに滅ぼされたブルネリアの数少ない解放軍に傭兵として協力する。そんな中、解放軍の隊長が討たれてしまい、ブルネリアの兵も義勇兵しか残っていなかったため、残った兵達から腕を見込まれ次期隊長に推薦される。一度は拒んだものの、それを受け入れ隊長となったと同時に部下を逃がす目的で軍の解散を命令。生き残った部下が逃げ切るまで自分一人だけ残り、倒れるまで戦い続けた。
マクシミリアン
声 - 橘潤二
弓一つで娘を育てる父親。無名の弓使いであるが、レナスの魂の律動と共鳴したため選定された。ムニンからは「今まで出会ったどのエインフェリアよりも地味」と評価されているが、弓の腕は確かであり百発百中。それをパフォーマンスにして一人娘クレアと共に各地を回り、生計を立てていた。王を前にしても、宣言通りのパフォーマンスを披露し評価を受けるが、近くにいた兵士に「その百発百中の芸には何か仕掛けがあるに違いない」と疑われ、インチキ呼ばわりされてしまう。実力の証明として、王から「娘に的を持たせ、歩きながら命中させること」を指示されるが、自分の子供に的を持たせる事を拒んだ事で、芸を見せる事なくパフォーマンスは失敗に終わってしまう。その後、娘クレアが病気になってしまい、医者を頼ろうとするも手持ちの金がなく、娘を優先するため咄嗟に代金として仕事道具でもある上等な弓をも手放してしまう。
死因は明確には描写されないが、レナスからは「この者は苦労がたたって病死するらしい」というセリフのみ語られる。前述の記憶の追体験から「10年間の魂の査定」によりレナスからは「一度も人を殺さず、戦場にも行かず、戦功もあげなかった男だが、最も強き英雄」として選定される。死の直前も「娘が結婚する」と本人も満足している最期であったが、ステータス上での年齢は27歳のままとなっており、正確な享年は不明。
クラウシュ
声 - 矢野智也
全身に黒い鎧を纏っている元トラキシア帝国の海軍総司令で重戦士の男。31歳。真面目な性格だが、見た目とは裏腹に気弱な部分があり、それを自覚しているゆえ「臆病者」を自称するなど、顔まで覆うフルアーマーでないと戦場に赴く事ができない。反面、知略と仲間を思う心は確かであり、部下達からの信頼は厚い。クラウシュの死は軍の士気を著しく下げるとして隠蔽される事となった際は「俺たちは英雄の死を弔う事さえできないのか」と不服そうにしており、せめて自分達だけでも静かに弔おうと動く兵士達も存在した。
ダリネ
声 - 生天目仁美
反魂香の力で蘇った元死人の女性で、ネクロマンサー。25歳。常に反魂香を焚いていないと骸になってしまうため、いつも欠かさず持ち歩いている。闇の香りが漂う反魂香を利用し、死者の復活を願う者の元に現れ、冥界から死者を連れ出して蘇らせるという怪しげな取り引きをしていたため、当初レナスからは「魂を冒涜する者」として粛清対象となっていた。
レナスから逃げていた最中に出会った青年ロイと触れ合ううちに恋に落ちるが、そのロイが死亡してしまったために取り乱していた所へ、アース神族側に就いて冥界の女王ヘルを倒したあかつきには再びロイと再会できるとして、エインフェリアとして仕える事をオーディンからの命じられ、付いていく事になる。
サブストーリーではロイと再会する事が叶うが、ロイはヘルの手先となっており、ダリネはロイの言動に違和感を覚えながらも言われるままアース神族の情報を横流ししてしまい、遂にはレナスを殺そうと提案されたため疑心暗鬼になってしまう。しかしオーディンやレナスは始めからロイがヘルの手先である事に気付いており、交戦になりそうだった所でロイはダリネを自分の側へ引き込もうとするが、ダリネが困惑している間にロイはヘルの怒りを買い粛清されてしまう。最後は「私の知っているロイではない」と呟き、別れを告げた。
カチナ
声 - 大西沙織
ラインの乙女と人間のハーフブリードで17歳の魔術師の少女。産まれてからずっと「触ったものを全て腐らせてしまう」という咎を持っており、特殊な手袋を身に着けていないと人間に触れる事ができない。普通に人間になれると唆され、トラキシア帝国で暗殺稼業に手を染めていた。暗殺に関してあまり感情的になる事がなく、冷淡に暗殺稼業をこなしていくが、最終的には追い詰められ逃げ切れずに崖から撃たれ海の中に沈み死亡。家族の前では普通の少女であるが、それ以外は人見知りでありクールな性格。しかし内面的には人と触れ合いたかったという孤独の寂しさも持ち合わせていた。
暗殺稼業の仲介人としてやってくるランヴァルドとは生前から面識があるが、エインフェリアとして選定されているランヴァルドとは別の個体であり、カチナが出会うランヴァルドは英霊のランヴァルドが死去した後の時系列で製造された心を持たない個体である。
マルヴァイナ
声 - 甲斐田裕子
ブルネリア公国の女王で、25歳。男性の後継ぎがいなかったため、一人娘であったマルヴァイナが女王となった。しかし自分は女王より武将に向いていると自負しており、兵舎に入り浸っている程だった。そのため、義理堅く面倒見の良い性格ではあるが、重戦士としての能力の方が高い。家族に近い存在である教育係のマーロウからは「マルヴァイナ嬢ちゃま」と呼ばれており、「何故この弱小国に味方をしてくれるのか」という問いに対し、ブルネリア解放軍に傭兵として加勢していたカラドックからは「みな陛下をまるで家族や妹のように守っている…自分もそのひとりかもしれない」と評されている。
トラキシア帝国との戦争では兵の数も戦力も足りず追い詰められていたが、生前からレナスより死期が近い事とエインフェリアとして相応しいか選定をしている最中だという事を告げられており、トラキシアの国王シャイロ一世から討ち取ったブルネリアの女子供の首や死体を見せつけられ、討ち取られる直前で「我が命を使って欲しい」とレナスの名を呼び、エインフェリアとなる。
アルトフェイル
声 - ランズベリー・アーサー
トラキシア帝国前皇帝タトスの王子で、アネリアンの弟。18歳の男性剣士。短気で短絡的な性格だが、正義感は強い。父親殺しの冤罪を着せられ兄アネリアンと共に投獄させられてしまうが、兄が囮になってアルトフェイルを逃がしたため、生き延びる事ができた。その後、元凶であるシャイロ一世を殺そうと交友があった息子のアンジェロ（後のシャイロ二世）から居場所を聞き出そうするが、父を尊敬しているため拒否され対立する事となってしまう。しかし戦いの最中「父親殺しの冤罪」について誤解が解けそうになっていた所に横からキプリス兵の邪魔が入り、自分が囮になってアンジェロを逃がす事を選ぶが、力及ばず戦死してしまう。
兄を心から尊敬しており、死に際も兄に会いたいと願っていた。また、病弱で目が見えない兄の世話などをする事もあった。エインフェリアに選定され、英霊として兄と再会する。
バルゴ
声 - 檜山修之
キプリス王国の傭兵。錬金術師が作り出した薬の効力で痛みを感じない肉体になっており、捨て身の戦法を用いる。しかし薬は痛みを麻痺させるだけの効果しかなく、錬金術師からもこれ以上無茶をすると死ぬぞと警告されており、いつも傷だらけで帰ってくるため、妹のミーナには闘う事をやめて欲しいとも言われている。
生活のために傭兵をしているが、本人は死に対する恐怖がないため、いつ死んでもいいと思っているような素振りを見せる。それが原因で危険な仕事を辞めて欲しいと願うミーナとは意見が合わず、冷たい一言であしらってしまうが、ミーナに良い暮らしをさせたいがゆえに始めた仕事であった。付き添いの傭兵仲間に稼いだ金を預け、全てミーナに渡して欲しいと告げるが、バルゴが死ぬ気である事を察した傭兵仲間からは「ミーナを独りにするつもりなのか？ 今なら間に合うから逃げよう」と提案される。しかしバルゴはもう戻れない、ミーナには誤っておいて欲しいと戦場に向かってしまう。当初、ヴァルキリーには裁かれる側だと感じていたが、レナスからは妹を思う気持ちを買われ、エインフェリアに選定される。

### その他の人物
ジークフリート / シグルズ
声 - 子安光樹
メインストーリー第一部ではドワーフに育てられた人間の少年シグルズとして登場。後に成長した姿のジークフリートとして再登場。本作におけるレナスの行く末の鍵を握る第二部のメインキャラクターでもある。当初はNPCであったが、第二部の終盤から期間限定ガチャより「白月のジークフリート」としてプレイアブル実装された。
アリス
声 - 青木瑠璃子
トラキシア帝国の「神殺しの槍」計画の実験体として錬金術師達によって創られた、どこか無機質な人造人間の少女。人間でも神族でもないが、神の能力を引き出す実験体ヴァルキリー「アリス・ヴァルキリー」として覚醒する。ただし、その能力を引き出すためには肉体的にも苦痛が伴い、最終的には肉体が決壊してしまう代償を持つ。トラキシア帝国の国王、シャイロ二世には恩義を感じており、いつもシャイロ二世の思想に沿うように行動している。
メインストーリーでの登場は第二部からであるが、第二部に登場するアリスとは別個体である「サンプル・アリス」が初代のアリスとして先行でプレイアブル実装されており、エインフェリアとして加入する事が可能となっていた。「サンプル・アリス」の方は娘を失った錬金術師に作られ、娘として育てられたため、人造人間でありながらも「魂」を持っているという設定になっている。
セリル
声 - 冬馬由美
メインストーリー第一部のエピローグのみに顔見せで登場し、本筋のストーリーとしては第二部より登場。人間として転生して暮らしている村娘だが、「創世の戦乙女」と呼ばれるレナスに近い、似て非なる存在で、神々が黄昏た後に人間界を放浪していた老いたオーディンと出会い、セリル・ヴァルキリーとして覚醒する事となる。
過去シリーズからの参戦キャラクターとしてはレナスF（創世の戦乙女）も担当しているが、上記とは別キャラクターとなっている。

## コラボ作品
以下の他、同じヴァルキリープロファイルシリーズの第1作、第2作（シルメリア）、第3作（咎を背負う者）ともコラボレーションし、レナスFのようにキャラクターが登場している。
- ポップアップストーリー 魔法の本と聖樹の学園（2016年12月12日 - 12月26日）
  - リタ・ドレイクが参戦
- スターオーシャン3・スターオーシャン4（2017年2月20日 - 3月27日、2020年2月17日 - 3月2日〈復刻〉）
  - クリフ・フィッター、レイミ・サイオンジ、ミュリア・ティオニセスが参戦
- NieR:Automata（2017年3月27日 - 4月24日）
  - ヨルハ二号B型が参戦
- FINAL FANTASY LEGENDS II（2017年4月17日 - 5月8日）
  - エモが参戦
- 鋼の錬金術師（2017年5月8日 - 6月5日）
  - エドワード・エルリック、アルフォンス・エルリックが参戦
- BRAVELY DEFAULT FAIRY’S EFFECT（2017年6月12日 - 7月18日、同年11月6日 - 11月20日〈復刻〉）
  - リンネ、アニエス・オブリージュ、リングアベルが参戦
- ワルキューレの冒険 時の鍵伝説（2017年7月10日 - 8月7日、同年10月23日 - 11月6日〈復刻〉）
  - ワルキューレが参戦
- ベルセルク（2017年9月19日 - 10月16日、2018年6月25日 - 7月9日〈復刻〉）
  - ガッツ、シールケ、グリフィスが参戦
- ダンジョンに出会いを求めるのは間違っているだろうか（2018年1月22日 - 2月13日）
  - ベル・クラネル、ヘスティア、アイズ・ヴァレンシュタインが参戦
- テイルズ オブ ザ レイズ ミラージュ プリズン（2018年5月14日 - 5月28日、2019年5月7日 - 5月20日〈復刻かつ新規〉）
  - クレス・アルベイン、ベルベット・クラウ、ミラ＝マクスウェルが参戦
- FINAL FANTASY Record Keeper（2018年5月28日 - 6月11日）
  - デシが参戦
- OCTOPATH TRAVELER（2018年7月2日 - 7月23日、同年11月5日 - 11月19日〈復刻〉）
  - オルベリク・アイゼンバーグ、プリムロゼ・エゼルアートが参戦
- スレイヤーズ（2018年8月13日 - 9月3日〈第1弾〉、2019年6月17日 - 7月8日〈第2弾〉）
  - リナ＝インバース、白蛇のナーガ、ガウリイ＝ガブリエフが参戦
- 進撃の巨人（2018年9月18日 - 10月9日）
  - ミカサ・アッカーマン、リヴァイが参戦
- ゴブリンスレイヤー（2018年10月22日 - 11月12日）
  - ゴブリンスレイヤー、女神官が参戦
- 七つの大罪（2019年2月12日 - 3月4日）
  - メリオダス、ディアンヌが参戦
- プロジェクト東京ドールズ（2019年3月25日 - 4月8日、2020年7月13日 - 7月27日〈復刻〉）
  - ユキが参戦
- 魔法騎士レイアース（2019年9月17日 - 10月7日）
  - 獅堂光、龍咲海、鳳凰寺風が参戦
- ベヨネッタ（2019年11月18日 - 12月9日）
  - ベヨネッタが参戦
- 空の軌跡SC（2020年3月2日 - 3月16日）
  - エステル・ブライト、ヨシュア・ブライトが参戦
- ヴァルキリーコネクト（2020年4月1日 - 4月17日)
  - スクルドが参戦

## スタッフ
- プロデューサー：山岸功典、木村和道
- シナリオ：藤沢文翁（メインストーリー、一部の期間限定イベント[7]）
- 音楽：桜庭統

## ラジオ
『冬馬由美&ランズベリー・アーサーのVALKYRIE -RADIO ANATOMIA-』のタイトルで、2017年7月7日より2019年12月29日まで文化放送にて放送されていた。パーソナリティは冬馬由美、ランズベリー・アーサー。
当初は毎週土曜未明 2:30 - 3:00（金曜深夜 26:30 - 27:00）の枠にて、夏季限定の予定でスタートしたが、放送期間の延長を繰り返しており、2017年10月5日より毎週木曜日 21:00 - 21:30に枠移動して継続。さらにプロ野球シーズンが始まる2018年4月8日からは毎週日曜日 20:00 - 20:30の通年枠へと移動した。
| 文化放送 土曜日 2:30 - 3:00（金曜深夜）                                     | 文化放送 土曜日 2:30 - 3:00（金曜深夜）                                   | 文化放送 土曜日 2:30 - 3:00（金曜深夜） |
| 前番組                                                                      | 番組名                                                                    | 次番組                                  |
| --------------------------------------------------------------------------- | ------------------------------------------------------------------------- | --------------------------------------- |
| 島崎遥香のぱるラジ! ※15分番組に縮小して月曜18:45へ移動                      | 冬馬由美&ランズベリー・アーサーのVALKYRIE -RADIO ANATOMIA- ※ここからA&G枠 | バンドリ！ガルパラジオ with Afterglow   |
| 文化放送 ナイターオフ 木曜日 21:00 - 21:30                                  |                                                                           |                                         |
| 編集長 稲垣吾郎 （2016年度） ※水曜21:30へ移動                               | 冬馬由美&ランズベリー・アーサーのVALKYRIE -RADIO ANATOMIA- （2017年度）   | 祭ラジオ.. （2018年10月 - 12月）        |
| 文化放送 日曜日 20:00 - 20:30                                               |                                                                           |                                         |
| グッチ裕三 今夜はうまいぞぉ! ※「朝からうまいぞぉ!」に改題して日曜6:05へ移動 | 冬馬由美&ランズベリー・アーサーのVALKYRIE -RADIO ANATOMIA- ※ここからA&G枠 | 安元洋貴の笑われるセールスマン（仮）    |